# Branimir Bratanić
Branimir Bratanić (Jastrebarsko, 16. svibnja 1910. – Zagreb, 1986.) bio je hrvatski etnolog.

## Životopis
Kao dijete doselio se u Zagreb, gdje je završio osnovnu i srednju školu. Na zagrebačkom je Filozofskom fakultetu upisao slavističku grupu predmeta i diplomirao 1932. godine. Radio je kao srednjoškolski profesor u Karlovcu i Zagrebu, te upisao dodatni studij etnologije. Sudjelovao je u organizaciji Smotre Seljačke Sloge (kasnije Smotre folklora). 1936. postaje asistent na Katedri za etnologiju Filozofskog fakulteta. Proučava ratarske kulture Europe, Bliskog i Srednjeg istoka i sjeverne Afrike, povijest etnologije, etnološku kartografiju i metodologiju.

## Izbor iz djela
- Oraće sprave u Hrvata (1939.)
- Podrijetlo oraćih sprava u Hrvata (1947.)
- Uz problem doseljenja Južnih Slavena (1951.)
- Regionalna i opća etnologija (1952.)
- Oraće sprave centralnog dijela Balkanskog poluotoka (1953.)
- Nešto o starosti pluga kod Slavena (1954.)
- Pogled na 200 godina etnološke znanosti (1977.)